# Abbé Dourneau
L’abbé Dourneau, également appelé citoyen Dourneau sous la Révolution française, est un prêtre catholique et poète français de la fin du XVIIIe siècle. 

## Biographie et œuvres
Curé à Saint-Dizier, il est connu pour ses contributions en littérature; sa popularité lui vaut d'être publié dans l'Almanach des Muses de 1794 avec l'Honnête refus, les Vœux du Gascon, le Bouquet à un Muscadin et les Charmes de la Liberté,. Un hommage en vers au citoyen Monnot, un horloger à qui Roch-Ambroise Cucurron Sicard a dû la vie, y avait été  publié un an plus tôt. Rivarol parlait déjà de lui dans Le Petit Almanach de nos grands hommes pour l'année 1788. Il est même cité près d'un siècle plus tard pour illustrer le premier tome du Grand Dictionnaire universel du XIXe siècle. Outre quelques poésies insérées dans l'Almanach des Muses, on a de lui L'Immortalité de l'âme (poème de 1782), une Épître à M. de B***, de la Société philanthropique (chez Bailly, 1789) et les Quatre ges de l'homme (chez Moutard, 1782).